# Psychotria globiceps
Psychotria globiceps är en måreväxtart som beskrevs av Karl Moritz Schumann. Psychotria globiceps ingår i släktet Psychotria och familjen måreväxter. Inga underarter finns listade i Catalogue of Life.